# Kayu Ara Permai
Kayu Ara Permai is een bestuurslaag in het regentschap Siak van de provincie Riau, Indonesië. Kayu Ara Permai telt 894 inwoners (volkstelling 2010).